# Borghese-vívó

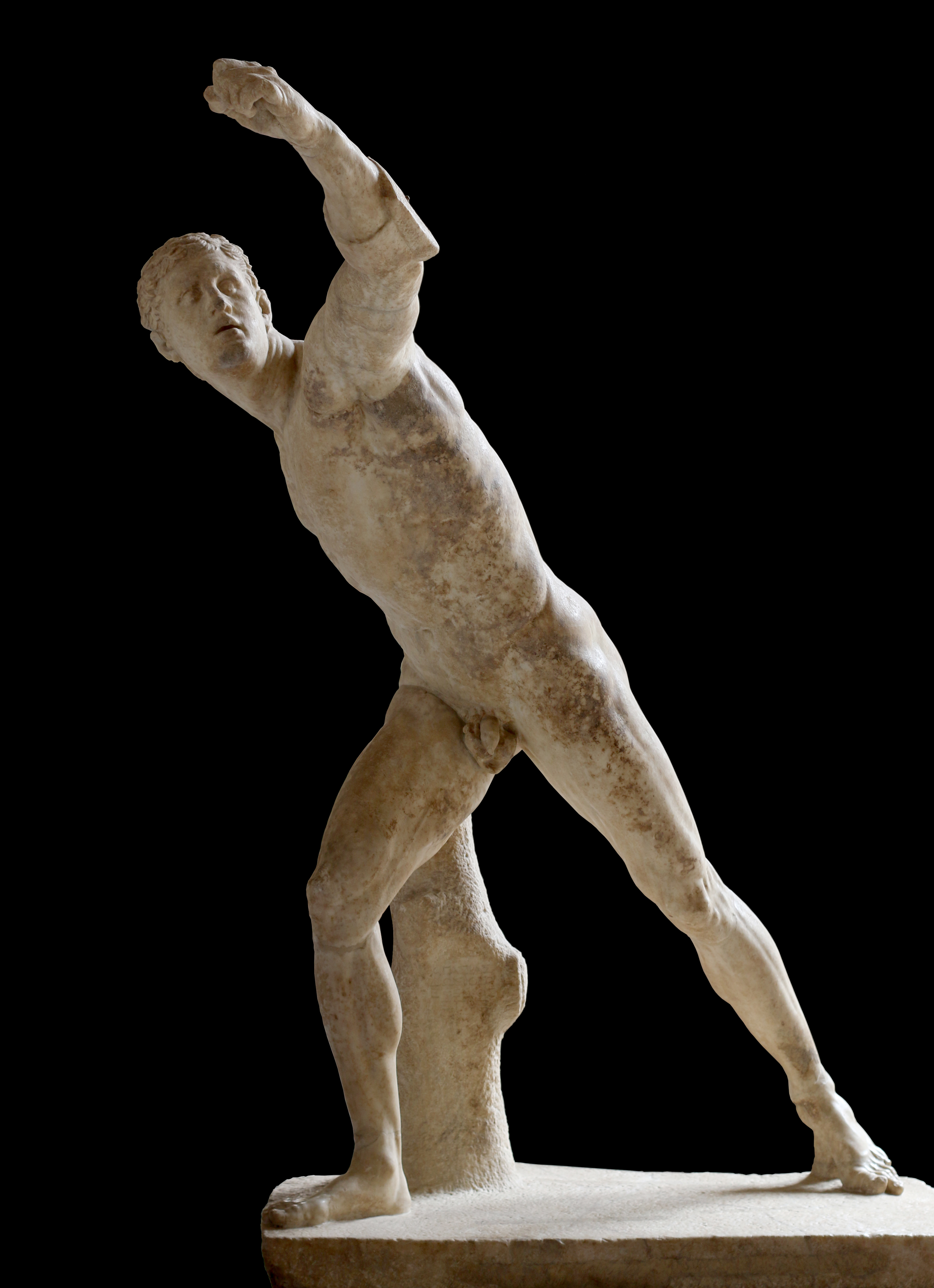
A Borghese-vívó (Kr. e. 75–25 között) 18. századi másolat

A Borghese-vívó vagy Borghese-gladiátor egy ókori görög, életnagyságú márványszobor. A mű i. e. 100-ban készülhetett Epheszoszban. A talapzatán alkotójának, Agasziasznak neve olvasható. A szobrot 1611-ben találták meg a Róma melletti Nettunóban, Nero császár tengerparti palotájának romjai között. A Borghese család szerezte meg, akik villájukban állították ki, egy külön e célra berendezett teremben. 1807-ben Napóleon vásárolta meg, és Párizsba vitte, ahol a Louvre-ban állították ki. A szobor az anatómiai részletek aprólékos és pontos kidolgozása és dinamikája révén a 19. századi művésziskolák egyik kedvenc mintaképévé vált. Rengeteg másolat készült róla. A szobor valószínűleg nem egy gladiátort ábrázol, hanem egy lovas ellenféllel küzdő harcost, de olyan értelmezési kísérletek is voltak, miszerint a Pentheszileiával küzdő Akhilleuszt ábrázolja.